# Automated Transfer Vehicle
Az Automated Transfer Vehicle (ATV, magyarul: „automatizált szállítójármű”) az Európai Űrügynökség (ESA) teherszállító űrhajótípusa. Ez eddig a legösszetettebb és legbonyolultabb űrjármű, amit az ESA valaha megépített. Elsődleges feladata utánpótlás szállítása a Nemzetközi Űrállomásra, de feladata ennél sokkal összetettebb, az összekapcsolódás után az űrállomás térfogatát növeli, és többek között hajtóműveivel rendszeresen megemelik az űrállomás pályájának magasságát (ezt ugyanis a Föld felső légkörével történő súrlódás miatti lassulás folyamatosan csökkenti). Kapacitása háromszorosa az orosz Progressz teherűrhajónak.

## Története
Első indítására – több hónapos csúszás után – 2008. március 9-én került sor. Az első ATV a Jules Verne nevet viseli. A tervek szerint összesen hét darab ATV-t építenének meg, és másfél évente indulna egy-egy, hogy utánpótlást szállítson az űrállomásra.
Az ATV programot az EADS Astrium által vezetett konzorcium hozta létre és valósította meg. Az ESA 10 tagállama állta a 2,5 milliárd euróra rúgó költségeket. Ennek az összegnek nagyjából a felét teszi ki a fejlesztési, felét pedig az építési és üzemeltetési költség.

## Felépítése

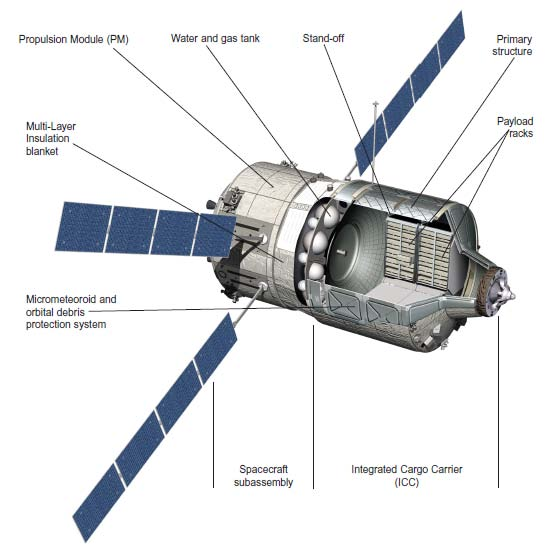
Az űrhajó felépítése

Két fő részből áll: a kiszolgáló modulból (Service Module) és az integrált teherszállító modulból (Integrated Cargo Carrier). Méreteit tekintve ez utóbbi modul teszi ki a jármű 60%-át. Az összes szállítható hasznos teher tömege 7667 kg. A két modul összeszerelt állapotban 10,3 méter hosszú, átmérőjük 4,5 méter, összsúlyuk közel 20 tonna. Az ATV-t Ariane–5 típusú rakéta segítségével juttatják Föld körüli pályára, a rakéta a Francia Guyanában található Guyana Űrközpontból indul.
Az ATV körülbelül hat hónapon keresztül kapcsolódik az űrállomáshoz. Miután hasznos terhét az űrállomáson kipakolták, a rakterébe hordják az űrállomáson termelődött szemetet. Fél év után az ATV automatikusan leválik az űrállomásról, majd a Föld légkörébe lépve elég.

### Kiszolgáló modul
A kiszolgáló modulban (Service Module - a továbbiakban: SM) található a hajtómű, az energiaellátó berendezések és akkumulátorok, a vezérlőszámítógépek, a kommunikációs és avionikai eszközök. Az SM-hez kapcsolódó, X alakban elhelyezett négy napelemtábla felülete összesen 33,6 m², egyenként 22,3 m hosszúak, átlagos összteljesítményük 4800 watt. A napelemtáblák vezérlése teljesen független egymástól. Az SM négy főhajtóműve alkalmas a Nemzetközi Űrállomás pályamódosításainak elvégzésére is.

### Integrált teherszállító modul

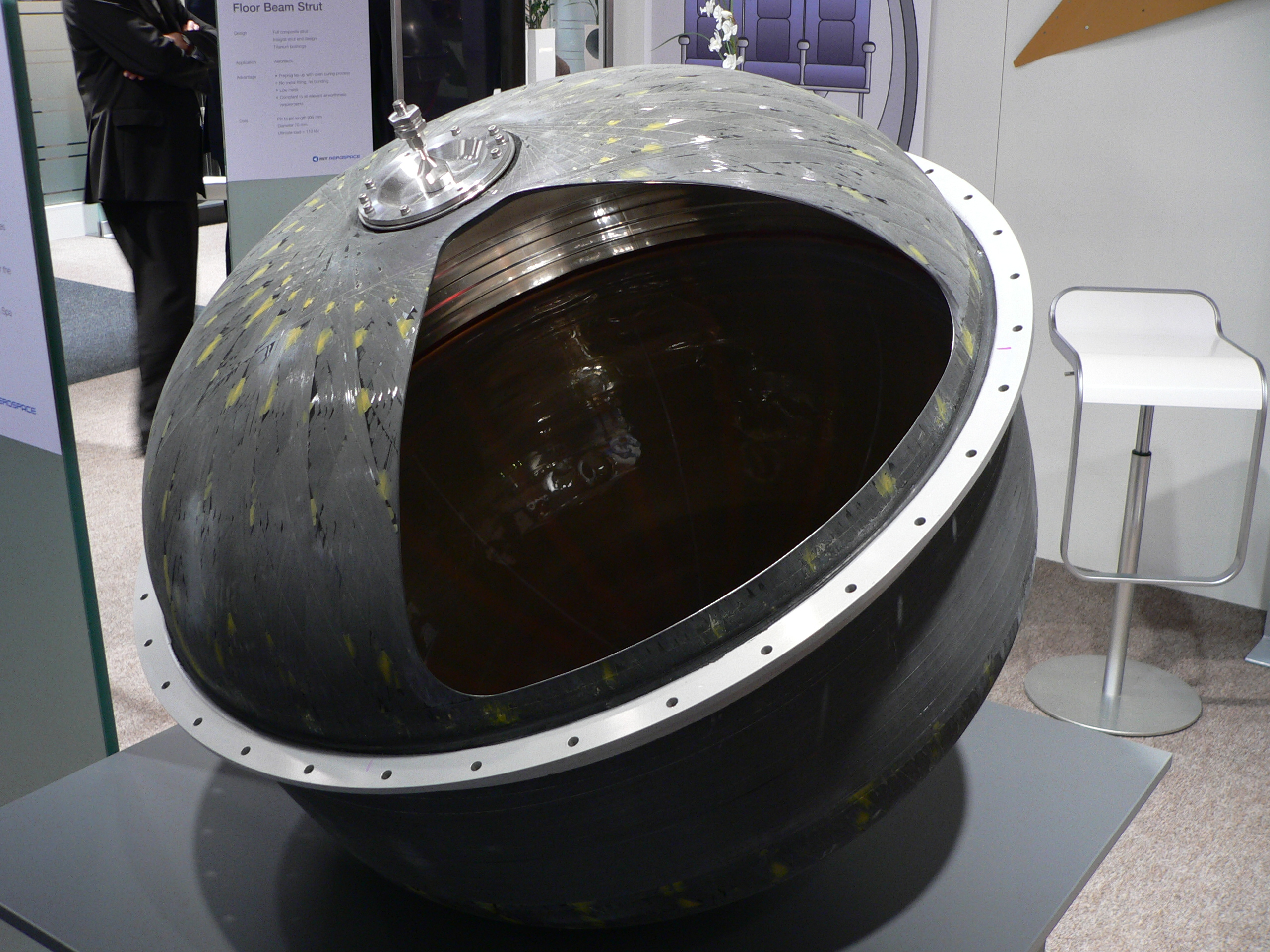
Az ATV víztartálya

Az integrált teherszállító modul (ICC, azaz Integrated Cargo Carrier) alapját az olasz fejlesztésű MPLM modul szolgáltatta. Két fő részből áll. A raktér kisebb, különválasztott részében szállítják a különböző folyadék utánpótlásokat (hajtóanyag, víz, oxigén). Ezeket a folyadékokat 22 különböző méretű és színű titánötvözet anyagú gömbben tárolják. A raktér nagyobb része nyomás alatt van, azaz az űrállomáshoz kapcsolódva az űrhajósok bejuthatnak a 48 m³-es raktérbe. A teherűrhajó az űrállomás Zvezda moduljával kapcsolódik össze, amit az ATV orosz fejlesztésű és építésű dokkoló egysége tesz lehetővé.
Az űrhajó maximális hasznos terhe körülbelül 6,6 tonna, továbbá körülbelül 2,5 tonna saját üzemanyag. A hasznos teher megoszlása:
- Maximum 4 tonna üzemanyag a Nemzetközi Űrállomás pályamódosításához.
- Maximum 860 kg üzemanyag az űrállomás feltöltésére.
- Maximum 855 kg víz.
- Maximum 102 kg gáznemű anyagok. Egyszerre két típusú fajta gázt lehet szállítani a lehetséges három lehetséges fajtából (tiszta oxigén, nitrogén vagy belélegezhető levegő keverék).
- Maximum 3,2 tonna száraz teher (élelmiszer, alkatrész, ruha stb.).

### Dokkoló egység

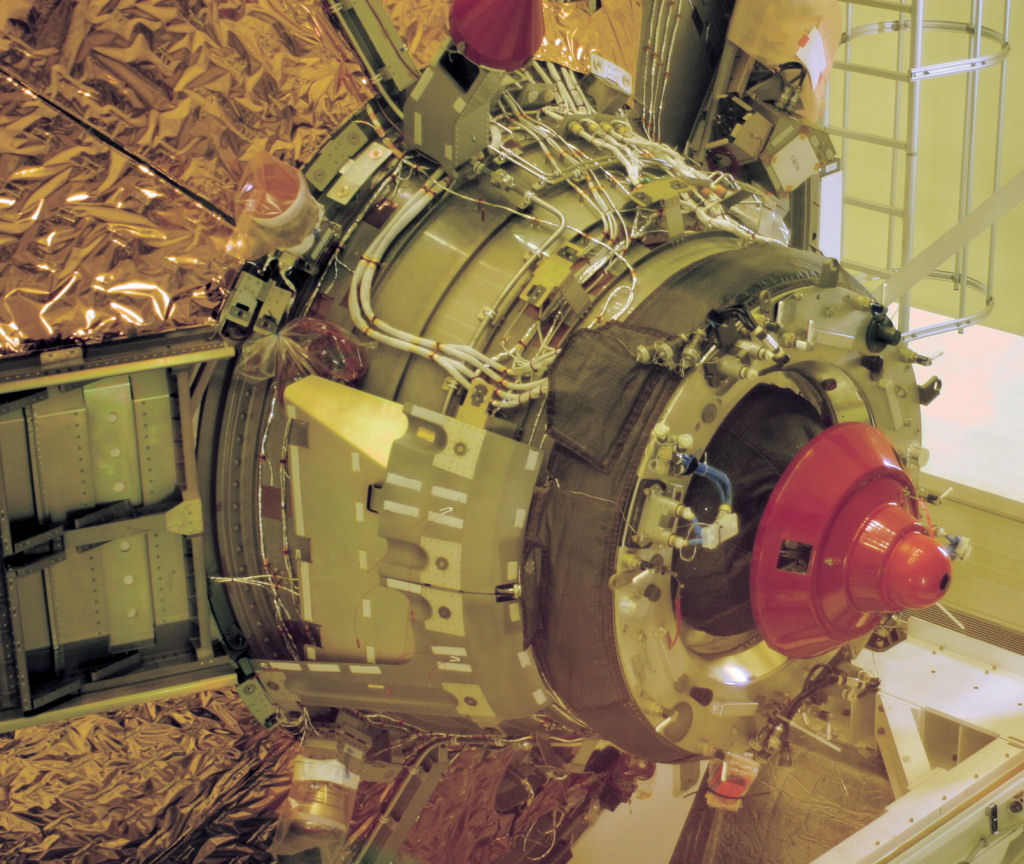
Az ATV dokkoló egysége

Az ATV-t egy továbbfejlesztett orosz dokkolóegységgel látták el. Az eredetileg az 1960-as években kifejlesztett rendszert a mai napig is használják az orosz Progressz űrhajó és Szojuz űrhajókon. A különbség az oroszok által használt és az európai mérnökök által továbbfejlesztett dokkoló egység között az, hogy amíg az eredeti radart használ a távolság méréséhez, addig az európai változat lézeres technikát alkalmaz, így sokkal nagyobb pontosságot képes elérni. Ezzel a fejlesztéssel lehetővé vált, hogy a dokkolási manőver teljesen automatikusan történjen .
Az ATV kezdetben GPS segítségével kezdi meg a megközelítést. Amikor az űrhajó 250 méterre megközelíti az űrállomást, akkor az irányítást átveszi az új európai rendszer – az ún. videométer. A rendszer lézerfénysugarat kibocsátó egysége az ATV „elején” található. Az innen kibocsátott lézersugarat a ISS Zvezda moduljára szerelt két tükörrendszer, az úgynevezett retroreflektorok verik vissza. A visszavert fénysugár egyedi mintát alkot, és ezt a mintát elemzi az ATV navigációs számítógépe, ami így meg tudja határozni a űrhajó helyzetét az űrállomáshoz képest. A mérés pontossága ±3mm 300 méteres távolságból. Az ATV-t két videométerrel szerelik, így azok egymás tartalékai (ha az egyik meghibásodik, a másik önállóan is képes a dokkolásra).
A biztonság érdekében egy másik rendszert is használnak a videométer mellett. Az telegoniométer szintén lézer segítségével állapítja meg a távolságot, de ez a radarhoz hasonlóan működik, tehát nem a visszavert fénynyaláb mintázatából határozzák meg a távolságot, hanem a lézerfény kibocsátása és visszaverődése között eltelt idő alapján. A telegoniométer az ATV helyzetét nem tudja meghatározni, kizárólag a távolság mérésére használható. A telegoniométerből szintén kettő található az ATV-n.
A lézeres rendszerek mellett természetesen továbbra is rendelkezésre áll a hagyományos radaros rendszer is.

## Repülések
| ISS küldetés azonosító | ATV elnevezés    | Fontosabb időpontok                                                                     | Hasznos teher |
| ---------------------- | ---------------- | --------------------------------------------------------------------------------------- | --- |

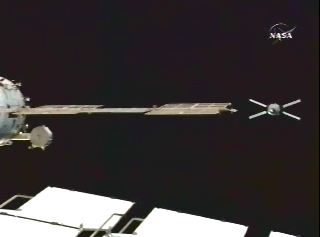
A Jules Verne ATV az ISS-ről.

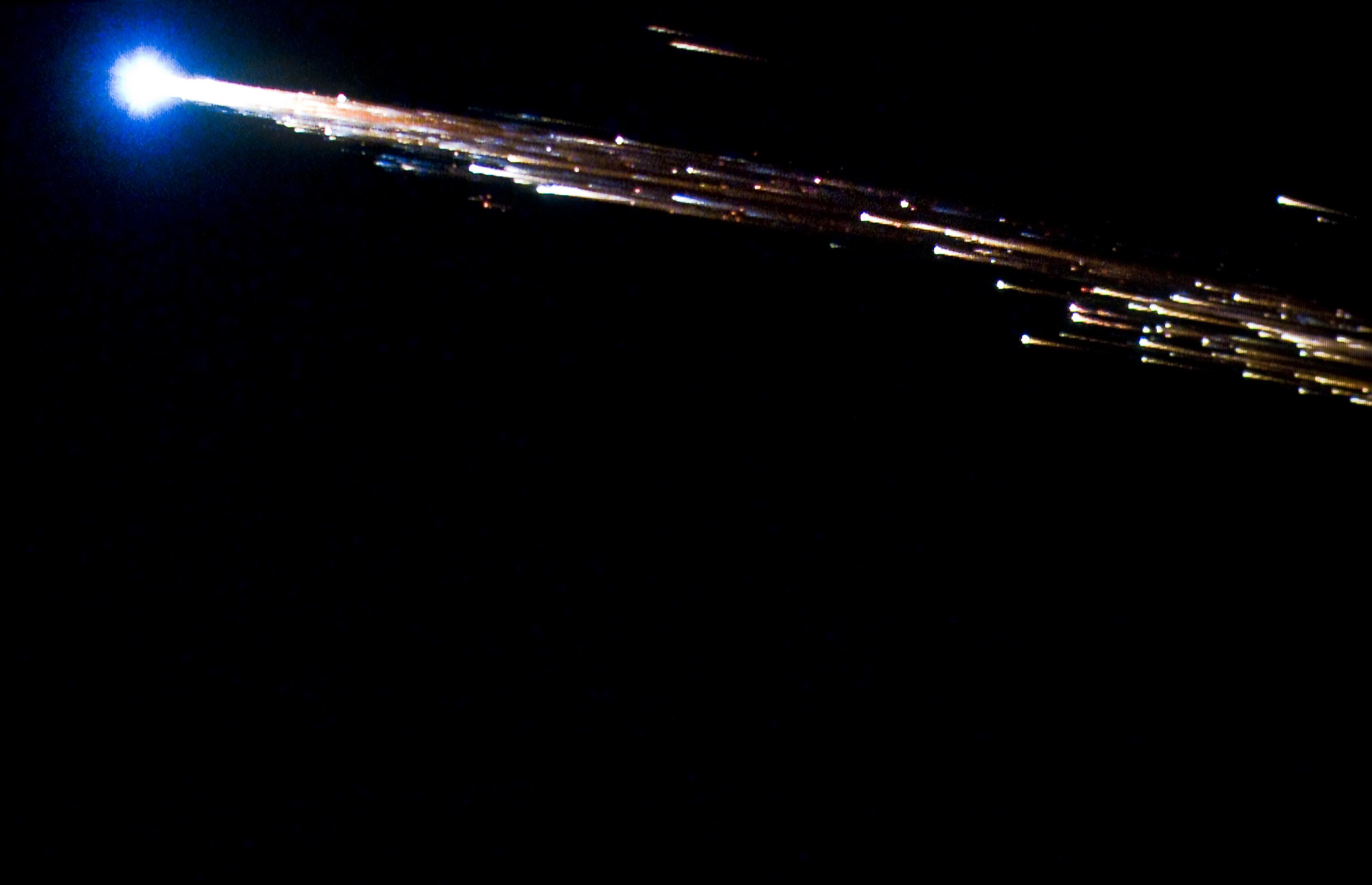
A Jules Verne ATV 2008. szeptember 29-én a Csendes-óceán felett lépett be a légkörbe és elégett

| ATV1                   | Jules Verne      | - Indítás: 2008. március 9. - Dokkolás: 2008. április 3. - Leválás: 2008. szeptember 5. | Folyékony és gáznemű anyagok - 2,5 t saját hajtóanyag - 3,3 t üzemanyag az ISS pályamódosításához - 860 kg hajtóanyag az ISS utántöltéséhez - 270 kg víz - 20 kg oxigén Száraz teher - 1,3 t élelem, alkatrész, stb |
| ATV2                   | Johannes Kepler  | - Indítás: 2011. február 16 - Dokkolás: 2011. február 24 - Leválás: 2011. június 20     | Folyékony és gáznemű anyagok - 4,5 t üzemanyag az ISS pályamódosításához - 851 kg hajtóanyag az ISS utántöltéséhez - 0 kg víz - 100 kg oxigén Száraz teher - 1,6 t élelem, alkatrész, stb                           |
| ATV3                   | Edoardo Amaldi   | - Indítás: 2012. február - Dokkolás: 2012. március 28. - Leválás:                       | |
| ATV4                   | Albert Einstein  | - Indítás: 2013. - Dokkolás: - Leválás:                                                 | |
| ATV5                   | Georges Lemaître | - Indítás: 2014. - Dokkolás: - Leválás:                                                 | |

## Az ATV jövője
Az ESA az Jules Verne sikerével demonstrálta fejlettségét és képességét az űrtechnológiák terén.
Jelenleg tanulmányozzák egy olyan változat elkészítését, mely képes lenne kutatási anyagokat épségben visszajuttatni a Földre, erre nagy szükség lesz, miután az űrsiklók visszavonultak.
Az Advanced Reentry Vehicle (ARV) technológia a tervek szerint 2015-re működőképes lesz.
Ezután a következő lépés, emberes űrrepülés lesz. Várhatóan 4 személy űrbejuttatását, és visszahozását fogja lehetővé tenni Crew Return Vehicle, mely a tervek szerint 2020-ra készül el.